# 雞翅

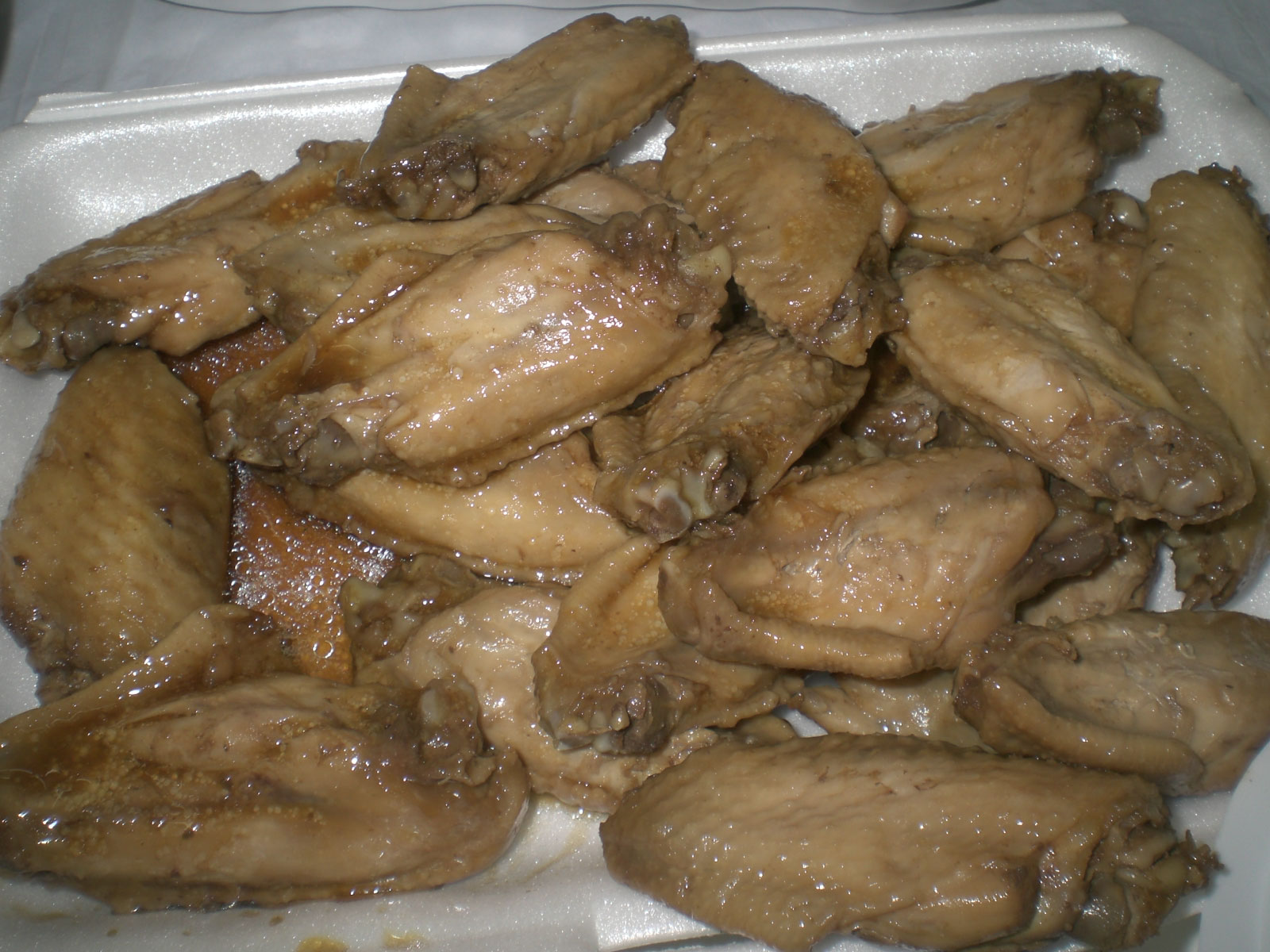
滷水雞翅

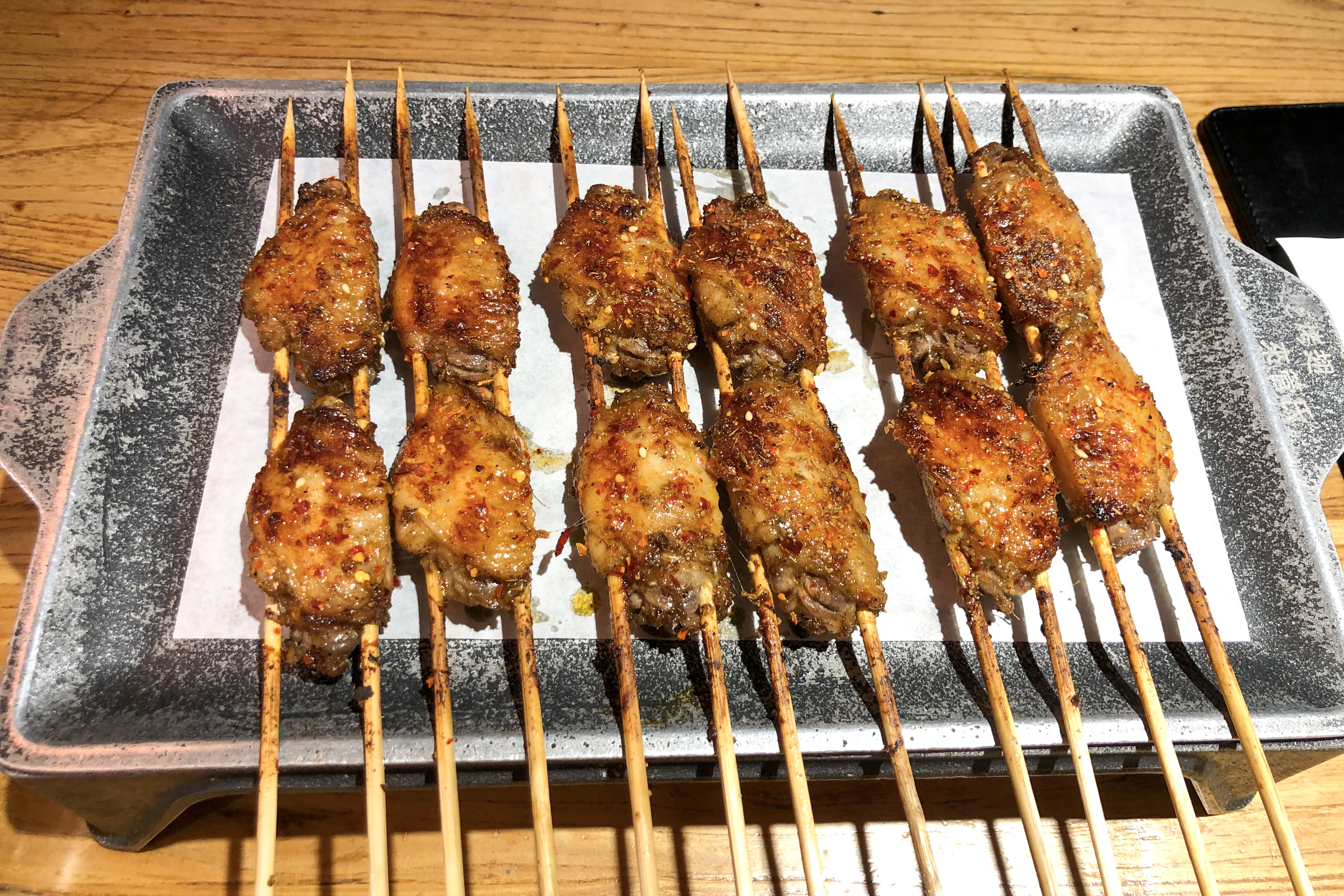
北京的烤翅，一般采用鸡翅中

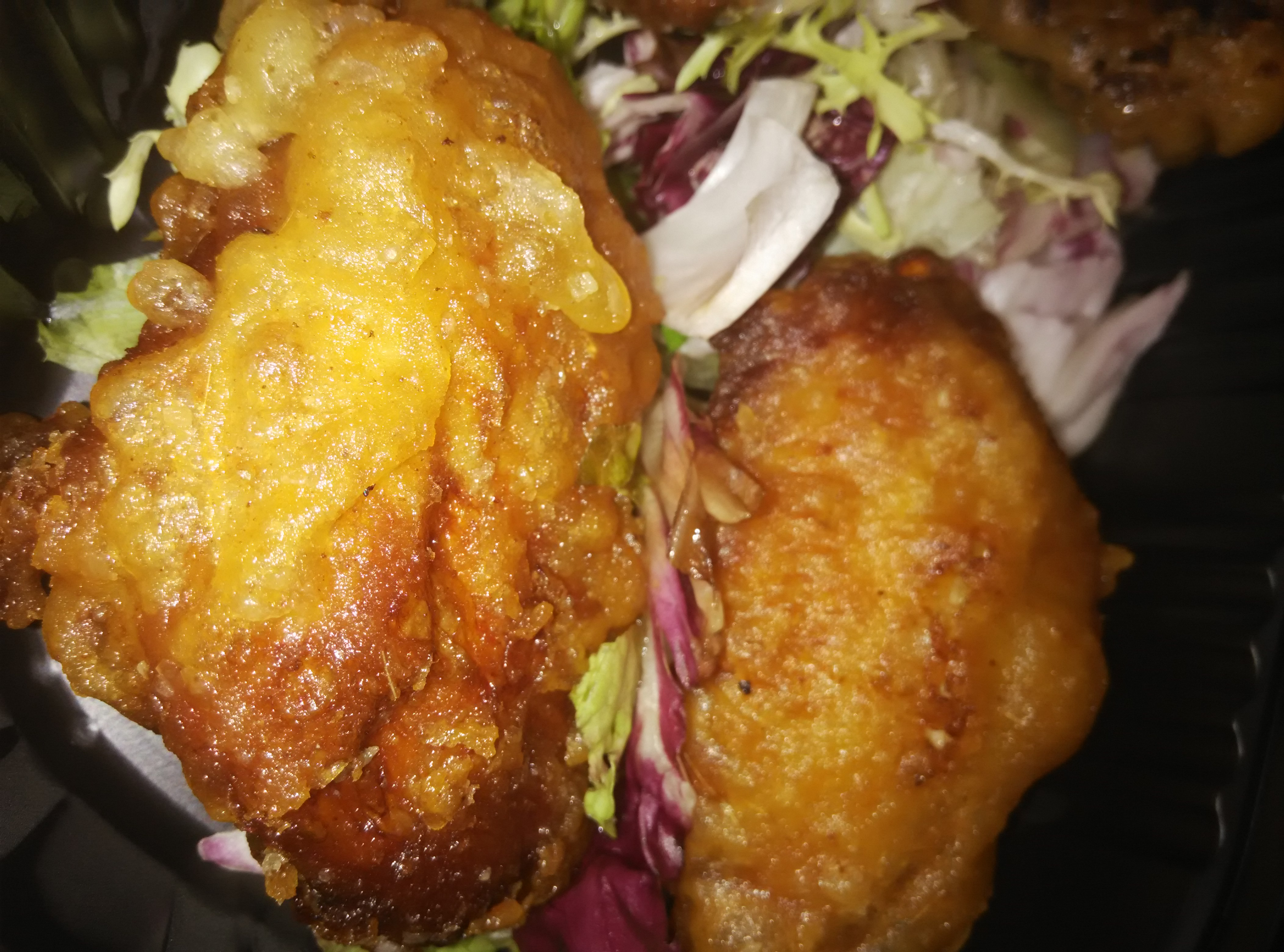
越南式牛油雞翅

雞翅（粵語稱為雞翼）是雞的翅膀部份，可供食用，尤其是於華人社會中。例如在香港，雞翼食品很多，並且有多種的烹調方法，如油炸、咖喱、鹵水、香茅、香煎、燒烤等。香港粵語對雞翅的各部分還有不同的稱呼，通常分為雞翼尖（翼尖）、雞中翼和雞鎚三部分；普通话则分别称为翅尖、翅中、翅根。
日本有一種雞翅料理叫，即乾炸雞翅。
在西方飲食文化，雞翅和雞腳屬於不值錢的下水料，通常只會用來熬湯，直至水牛城辣雞翅在美國紐約州出現後，美加地區才開始較常食用雞翼，英語「Chicken wing」在美加地區一般是指水牛城辣雞翅。

## 相關食品
- 水牛城辣雞翅
- 瑞士雞翼
- 咖喱薯仔炆雞翅
- 油炸雞翅
- 香茅雞翅
- 南乳雞翅
- 可乐鸡翅
- 西门鸡翅